# ATP Challenger Bloomfield
Der ATP Challenger Bloomfield (offiziell: Bloomfield Challenger) war ein Tennisturnier, das 1991 einmal in Bloomfield, den Vereinigten Staaten, stattfand. Es gehörte zur ATP Challenger Tour und wurde im Freien auf Sand gespielt.

## Liste der Sieger

### Einzel
| Jahr | Sieger        | Finalgegner | Ergebnis |
| ---- | ------------- | ----------- | -------- |
| 1991 | Chris Pridham | Tommy Ho    | 6:3, 6:4 |

### Doppel
| Jahr | Sieger                    | Finalgegner                | Ergebnis |
| ---- | ------------------------- | -------------------------- | -------- |
| 1991 | Steve DeVries Matt Lucena | Doug Eisenman Ted Scherman | 6:3, 6:4 |